# Wei Wenhua
Wei Wenhua, 3 de enero de 1967—7 de enero de 2008) fue el director general de la compañía constructora "Shuli Architectural Engineering". Además, era un bloguero. Fue asesinado a golpes en Wanba, Tianmen, Hubei tras intentar filmar a las autoridades chinas enfrentándose a los aldeanos.

## Fallecimiento
El conflicto que Wei intentaba filmar estaba originado en un vertedero de basura de la localidad que el gobierno chino estaba utilizando y que el ayuntamiento de la localidad temía que supusiera una amenaza para la vida de sus habitantes.
Los medios de comunicación chinos publicaron que Wei fue agredido por un grupo de treinta o más oficiales de la "Chengguan" (nuevo cuerpo de policía urbana chino encargado de reprimir delitos menores y la migración interna, pero impopular entre los chinos por sus frecuentes abusos de poder) cuando intentaba fotografiar con un teléfono móvil las protestas de los aldeanos, y todavía no se sabe para que quería usar las fotografías Wenhua, aunque las mismas parece que fueron posteriormente usadas como prueba testimonial del desmán cometido por la autoridad policial. Fue golpeado en el interior de su coche durante cinco minutos y su deceso fue certificado en un hospital local poco después de su arribo para ser atendido, tras lo que sería declarado muerto al no tener signos vitales.

## Reacciones al homicidio
Qi Zhengjun, secretario general del gobierno de la ciudad y comandante de la fuerza municipal fue cesado de su puesto tras el incidente, después de la investigación que siguió al asesinato de Wei y tras la investigación del gobierno. Veinticuatro miembros de la Chengguan, así como más de cien funcionarios más fueron investigados, y cuatro personas fueron detenidas.
De acuerdo con Chen Junling, cuñado de Wei, una protesta a la puerta del ayuntamiento de Tianmen el día después de la muerte de Wei convocó a miles de personas.